# Ramesses III
Usermaatre Meryamun Ramesses, thường được gọi ngắn gọn là Ramesses III, là pharaon thứ hai thuộc Vương triều thứ 20 trong thời kỳ Ai Cập cổ đại. Trong triều đại của mình, ông xem Ramesses II, vị pharaon vĩ đại của Vương triều thứ 19 làm hình mẫu. Ramesses III được xem là vị vua vĩ đại cuối cùng của Ai Cập thời kỳ Tân vương quốc.
Ramesses III nổi bật với chiến công đánh bại các Hải Tộc, liên minh các bộ tộc xâm lược từng tàn phá nhiều nền văn minh Đông Địa Trung Hải ở thế kỷ 12 TCN. Ông đã cho xây dựng một đền tang lễ quy mô lớn tại bờ tây sông Nin, nay được biết đến với tên gọi là Medinet Habu. Song song đó, triều đại của Ramesses III cũng đánh dấu cho thời kỳ suy tàn về chính trị và kinh tế của Ai Cập.
Cái chết của Ramesses III bắt nguồn từ một vụ án nghiêm trọng nơi hậu cung. Ông bị ám sát theo lệnh của thứ phi Tiy nhằm đưa con trai bà là Pentawer lên ngôi. Kiểm tra xác ướp cho thấy, ông qua đời vào khoảng 65 tuổi.

## Trị vì
Ramesses III ở ngôi được gần 32 năm, mất chính xác vào ngày 15 tháng thứ 3 của mùa Shemu, được ghi lại trên một mảnh ostracon ở Deir el-Medina, kèm theo dòng chữ "Chim ưng đã bay về thiên đàng". Thời gian trị vì của Ramesses III chưa thống nhất giữa các nhà Ai Cập học, ước tính trong khoảng năm 1182–1151 TCN (theo Clayton), 1186–1153 TCN (theo Bierbrier), hoặc 1195–1164 TCN (theo Schneider).

## Vương thất

### Cha mẹ
Dù có cùng tên gọi, nhưng Ramesses III lại không có mối quan hệ họ hàng nào với Ramesses I hay Ramesses II, những pharaon thuộc Vương triều thứ 19. Ramesses III là người con trai duy nhất được biết đến của Setnakhte, pharaon sáng lập Vương triều thứ 20, với Tiy-Merenese, một vương hậu có khá ít thông tin.

### Con cái
Tên các người con trai của Ramesses III cũng được đặt dựa theo tên các con của Ramesses II.
Ramesses IV, người kế vị sau đó, chắc chắn là con của Ramesses III, dựa vào Cuộn giấy cói Harris I (do chính Ramesses IV biên soạn nói về sự khôi phục lại trật tự cho Ai Cập bởi ông nội và cha). Ngoài ra, Ramesses III cũng còn hai người con khác sau đó cũng tiếp tục lên ngôi, là Ramesses VI và Ramesses VIII. Sau khi lên ngôi, cả 3 anh em đều khắc thêm biểu tượng con rắn Uraeus trên phù điêu của mình trong đám rước của các vương tử được khắc ở hai bên cổng vào từ sảnh đền tang lễ Ramesses III (ở Medinet Habu).
Căn cứ vào phù điêu đám rước các vương tử, Ramesses III còn ít nhất 6 người con trai được biết tên, tuy nhiên lại không rõ tên của những người con gái:
- Pareherwenemef và Khaemwaset, lần lượt được chôn cất trong QV42 và QV44, hai người con trai được gọi là Con trai cả của Nhà vua. Có thể đây là một danh hiệu trao cho những đứa con đầu lòng của hai hậu phi khác nhau, hoặc có thể ám chỉ những người con trai có địa vị cao nhất.[8] Có thể thấy, hai người này mất trước Ramesses III.
- Montuherkhepeshef, có khả năng là cha của Ramesses IX, chủ nhân sau đó của ngôi mộ KV13.
- Amunherkhepeshef, cùng tên với Ramesses VI, chủ nhân của ngôi mộ QV55, có thể là anh em cùng mẹ với Ramesses IV.
- Meryatum, Đại tư tế của Ra ở Heliopolis, phục vụ dưới triều vua Ramesses IV và Ramesses V, được nhắc đến trong Cuộn giấy cói Wilbour.
- Meryamun, chỉ xuất hiện duy nhất trên phù điêu đám rước.

Một người con trai khác tuy không xuất hiện trên đám rước cùng với các vương tử anh em, nhưng lại được biết đến chủ yếu qua sự kiện cái chết của Ramesses III, là Pentawer, người sau đó bị vua anh Ramesses IV xử tử.

### Hậu phi
Người vợ đầu tiên được biết đến của Ramesses III là Iset Ta-Hemdjert, mẹ của Ramesses VI. Iset được biết trên một bức tượng của con trai tại đền thờ Mut ở Karnak, tại đó bà được gọi là "Thân mẫu của Nhà vua". Iset cũng là chủ nhân của ngôi mộ QV51, tuy nhiên xác ướp của bà không được tìm thấy. Theo các dòng văn tự trên mộ, Iset cũng mang danh hiệu Chính thất Vương hậu.
Cuộn giấy cói mã hiệu BM EA 10052 có thuật lại lời thú tội của những tên cướp đã đột nhập vào lăng mộ của vương hậu tên Tyti, là chủ nhân của ngôi mộ QV52. Do kiểu cách trang trí của QV52 tương đồng với KV11 và một số vương tử của Ramesses III nên Tyti được xem là vợ của ông. Tyti mang những danh hiệu quan trọng sau: "Con gái của Nhà vua, Chị em gái của Nhà vua, Thân mẫu của Nhà vua, Chính thất Vương hậu". Điều đó cho thấy, Tyti phải có xuất thân trong vương thất, và có lẽ vua cha của bà là Setnakhte, do đó bà là chị em với Ramesses III. Do Ramesses VI là con của một bà hậu khác là Iset Ta-Hemdjert, chỉ còn Ramesses IV và Ramesses VIII là không rõ mẹ. Xét rằng Ramesses VIII chỉ trị vì trong một thời gian ngắn chưa trọn một năm, thì ông khó có khả năng hoàn thành việc trang trí cho lăng mộ QV52 này, do đó chỉ còn Ramesses IV. Ngoài ra, Amunherkhepeshef, được chôn cất tại mộ QV55, mang danh hiệu Con trai của Nữ tư tế, Mẫu thần, Chính thất Vương hậu, gần như trùng khớp hoàn toàn với các tước hiệu của Tyti, đến mức có thể đề xuất với mức độ tin cậy khá cao rằng ông là con trai của bà.
Ngoài hai bà chính hậu, Ramesses III còn nhiều thứ phi khác nơi hậu cung, mà nổi bật trong số đó là Tiy, người đã chủ mưu ám sát ông để đưa con trai bà lên ngôi.

## Chiến tranh liên miên

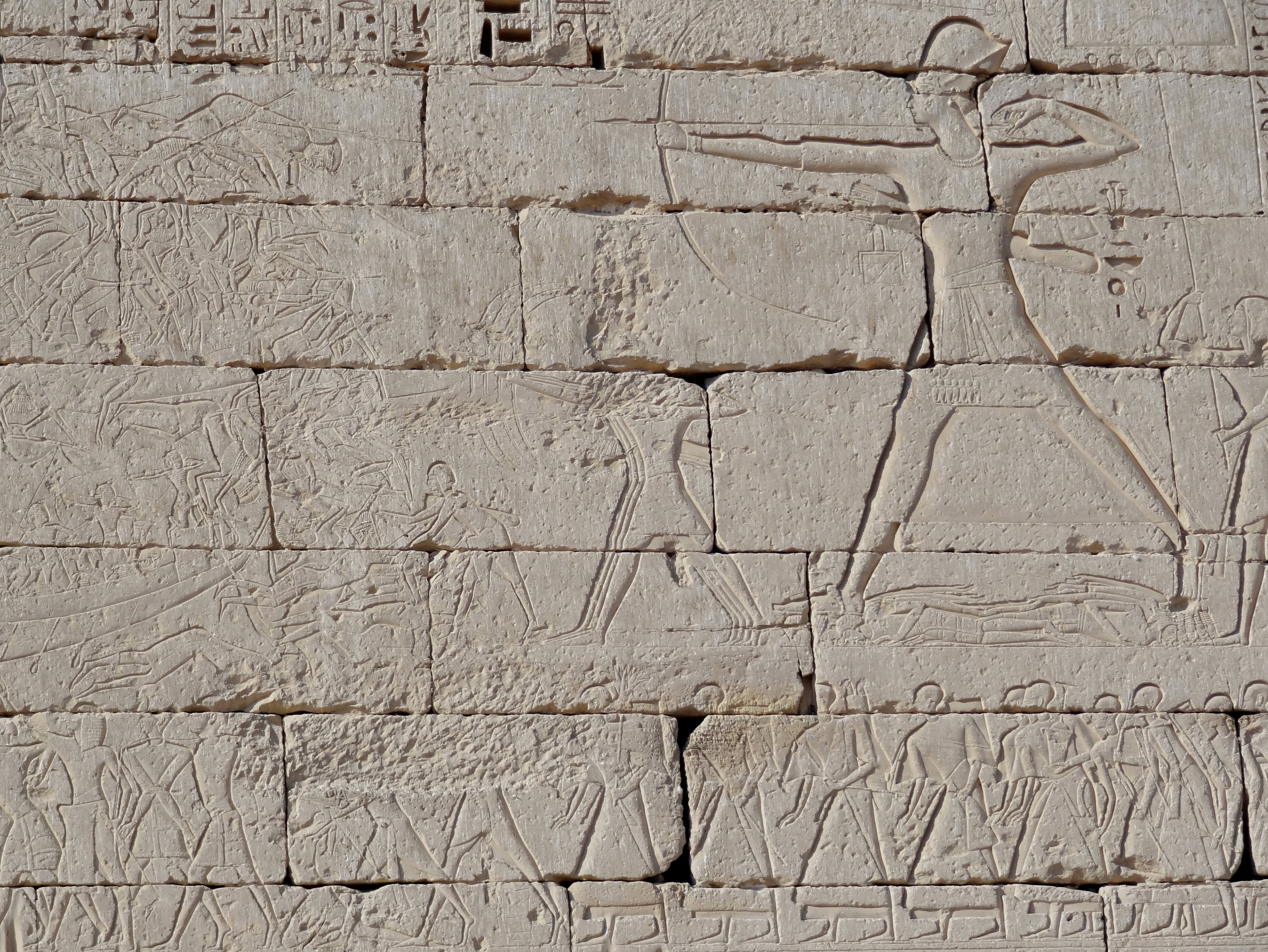
Trận chiến với Hải Tộc khắc trên tường đền ở Medinet Habu

Trong suốt thời gian cai trị của Ramesses III, giữa những biến động trong thời kỳ sụp đổ của Thời đại đồ đồng muộn, Ai Cập đã phải đối mặt với sự xâm lược từ các thế lực bên ngoài, bao gồm các nhóm Hải Tộc và người Libya cổ đại. Dưới sự lãnh đạo của Ramesses III, Ai Cập đã thành công trong việc đánh bại từng kẻ thù xâm lược. Tuy vậy, vương quốc đã phải đối diện với những khó khăn kinh tế ngày càng nghiêm trọng, cùng với các cuộc xung đột nội bộ, cuối cùng dẫn đến sự sụp đổ của Vương triều thứ 20.

### Chiến tranh với người Libya
Người Libya sau khi bị pharaon Merneptah của Vương triều thứ 19 đánh bại đã quay lại tấn công vào vùng đồng bằng phía tây Ai Cập vào năm thứ 5 trị vì của Ramesses III. Khi tiến vào phía tây, quân Libya đã bao vây pháo đài Hatsho, cách đồng bằng khoảng 11 dặm. Tại đó, Ramesses III đã tấn công quân địch một cách quyết liệt, tiêu diệt lực lượng đồn trú và khiến Libya phải tháo chạy, thậm chí một số lượng tù binh Libya bị bắt lại và nhập vào quân đội Ai Cập. Nhà vua cũng đã xây dựng thêm các công trình phòng thủ khác dọc theo bờ biển Địa Trung Hải để bảo vệ vùng biên giới phía bắc và tây Ai Cập.
Tuy nhiên, chỉ 6 năm sau đó, người Libya đã quay lại xâm lược Ai Cập vào năm Ramesses III thứ 11. Tuy vậy, ông lại một lần nữa giành chiến thắng, và tù binh bị bắt đã bị đưa đi làm lính đánh thuê ở vùng Faiyum và châu thổ sông Nin. Những tên lính này bị đánh dấu bằng sắt nung, vợ con của họ cũng bị bắt theo, tài sản, đặc biệt là đàn gia súc, bị tịch thu và chuyển giao đến điền trang của Amun. Những người Libya nô lệ này được sinh sống cùng với các cư dân Ai Cập bản địa, qua đó hình thành các cộng đồng người Libya bắt đầu tụ họp tại Ai Cập.

### Chiến tranh với Hải Tộc
Giữa hai cuộc chiến với người Libya, vào năm thứ 8, Ramesses III phải đối mặt với cuộc xâm lược của Hải Tộc trên đường bộ và đường biển, một liên minh các bộ tộc ở vùng Đông Địa Trung Hải. Binh lính Ai Cập tại vùng Canaan đã cản bước quân ngoại xâm trên bộ, nhưng họ vẫn tìm cách tiến vào vùng châu thổ thông qua các cửa sông phía đông của sông Nin. Ramesses III cuối cùng đã đẩy lùi họ trong một trận thủy chiến, được ghi lại trên các bức tường của đền tang lễ của ông tại Medinet Habu.
Trong các dòng chữ khắc, Ramesses III tuyên bố:
Những kẻ dám vượt qua biên giới của ta, thì nòi giống của chúng cũng chẳng còn; trái tim và linh hồn của chúng đã bị tiêu vong đời đời kiếp kiếp. Còn những kẻ đã hợp lực với chúng ngoài biển khơi, thì ngọn lửa rực sáng đã thiêu đốt chúng ngay trước cửa sông, và một hàng giáo mác vây bọc chúng. Chúng nằm phơi thây trên bờ biển; xác chất thành đống trên thuyền chiến. Tàu thuyền và của cải của chúng dường như đã đắm chìm dưới vực nước sâu, chẳng còn tăm tích.
Trong thời kỳ trị vì của Ramesses III, sự hiện diện của Ai Cập ở vùng Levant được chứng thực xa về phía bắc tới tận Byblos, và có khả năng ông đã mở rộng sự cai trị xa hơn về phía bắc tới Syria.

## Chính trị-kinh tế bất ổn

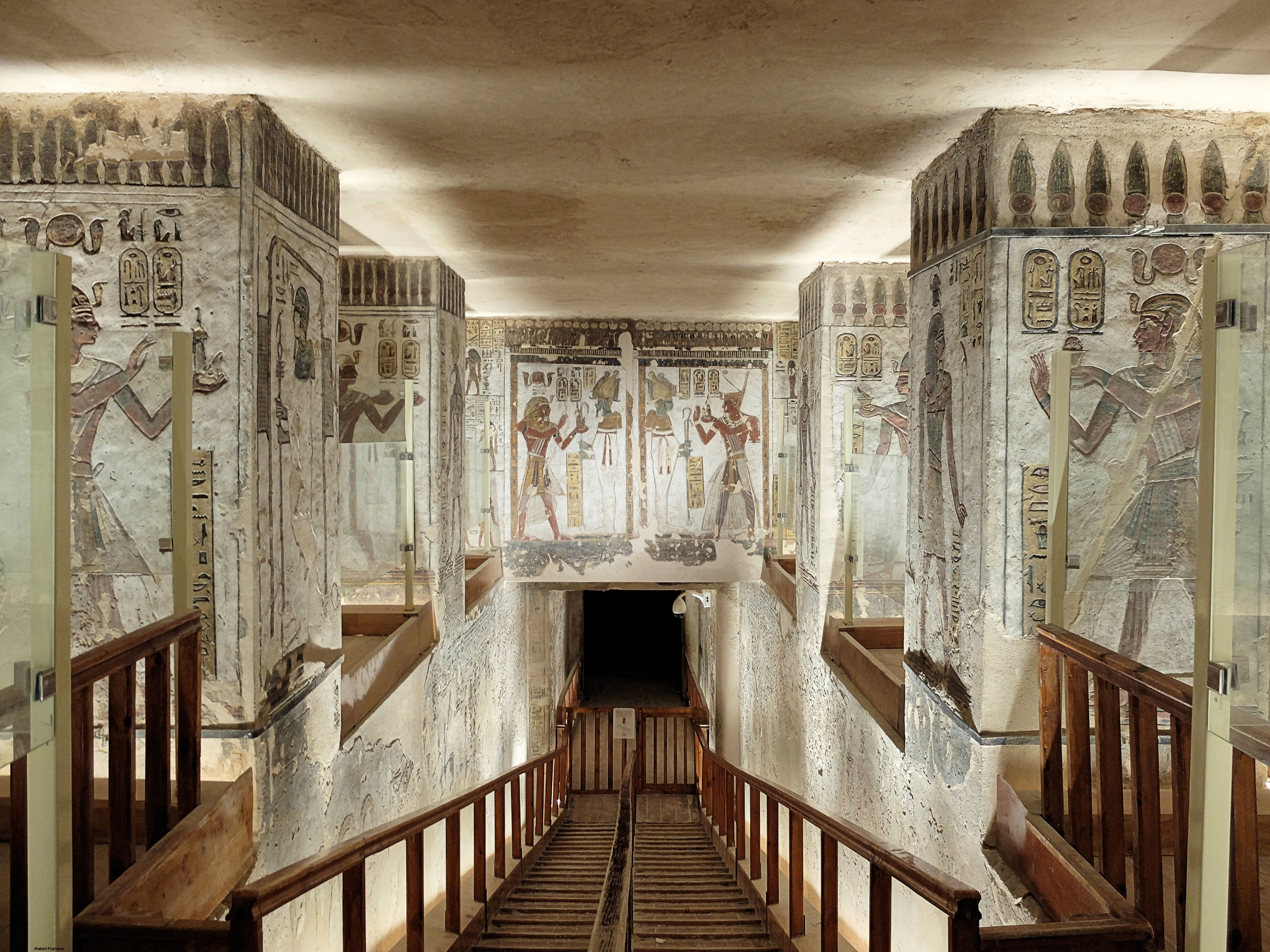
Hành lang dẫn xuống hầm mộ KV11

Do chiến tranh, Ramesses III đã tiến hành các cuộc thanh tra vương quốc để đánh giá tình hình. Một cuộc thanh tra lớn vào năm thứ 15 do Trưởng quản thủ Kho báu của Pharaon tên là Penpato chỉ đạo, được tổ chức theo hệ thống từ nam ra bắc, chứng thực bởi các dòng chữ khắc tại Elephantine, Edfu, El-Tod và Karnak. Tình trạng nhiễu nhương trong giai đoạn này phần lớn bắt nguồn từ chính nhà vua, thể hiện rõ qua việc dồn sức xây dựng các đền đài, cũng như sự tham nhũng của các quan chức, tiêu biểu là trường hợp một tư tế Khnum tại Elephantine đã có hành vi biển thủ và trộm cắp dưới triều Ramesses III.
Vào năm thứ 29 trị vì của nhà vua, một cuộc đình công đầu tiên được ghi nhận trong lịch sử. Những công nhân tại Deir el-Medina do bị chậm trễ cung cấp khẩu phần ăn tới hai tháng đã ngừng làm việc và mang đơn khiếu nại đến gặp tể tướng Ta tại đền Ramesseum. Những vấn đề này chắc chắn bắt nguồn từ khủng hoảng kinh tế, nhưng đồng thời cũng phản ánh sự suy yếu của vương thất so với giới tư tế, một thế lực đã trở nên rất hùng mạnh.

## Xây dựng đền đài

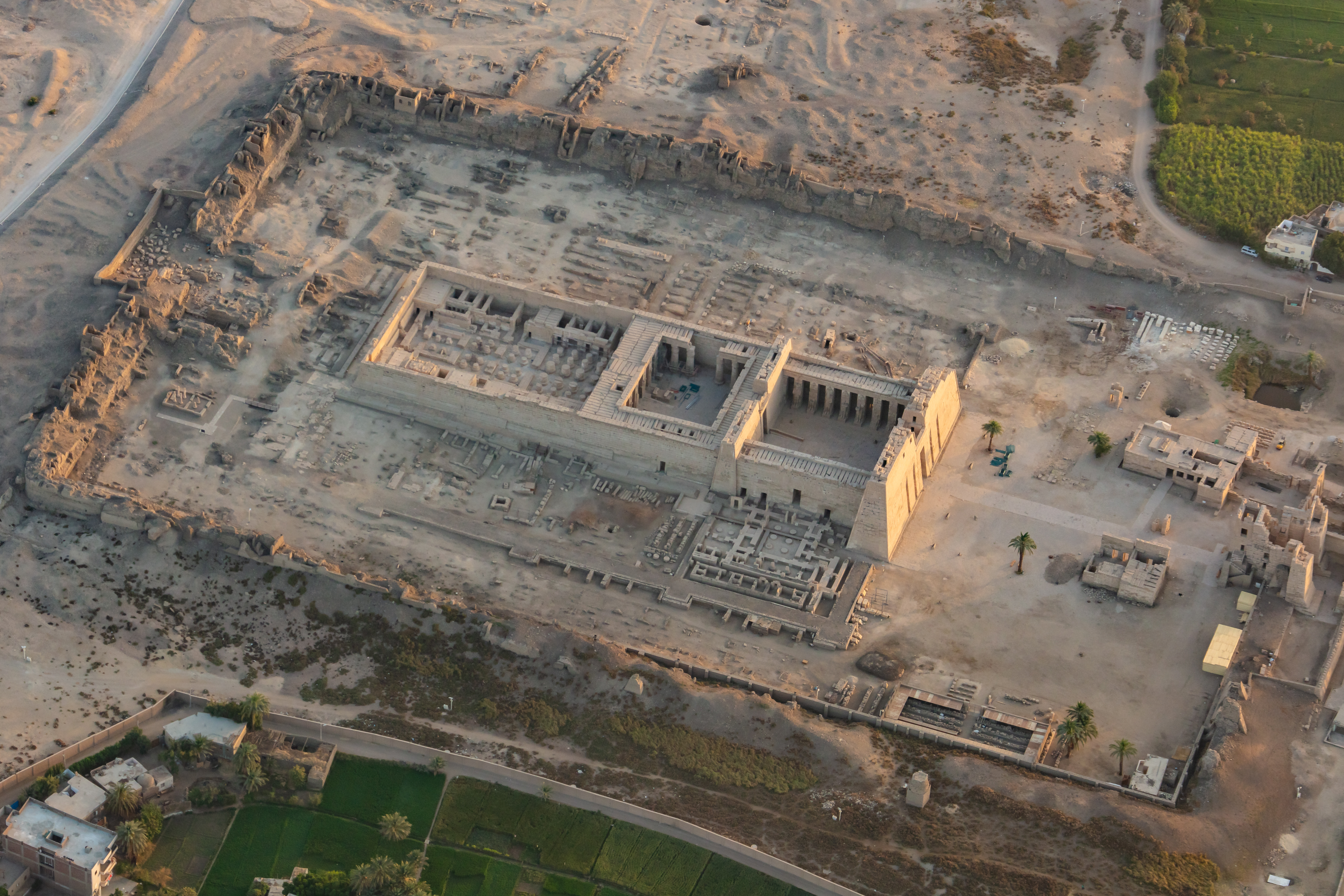
Toàn cảnh đền Medinet Habu

Công trình nổi bật nhất dưới thời Ramesses III là đền thờ của ông tại Medinet Habu. Cổng phía đông của đền thực chất là pháo đài được dựng lên nhằm ngăn chặn sự tấn công của người Syria khi đó. Mặt ngoài của tháp môn thứ nhất được trang trí bởi cuộc chiến với người Libya. Bò tường ngoài cùng bao quanh khu đền, theo từng năm ghi lại những chiến dịch của nhà vua, đặc biệt là cuộc chiến với Hải Tộc. Ngôi đền này hoàn tất vào năm trị vì thứ 12 của Ramesses III. Nhìn chung, đền Medinet Habu là một bản sao của đền Ramesseum. Những cảnh chiến thắng người Hitti và Nubia trên tường đền Ramesseum,mà dưới thời Ramesses III là không có, đều được sao chép trực tiếp lên đền Medinet Habu.
Ben cạnh đó, Ramesses III cũng cho xây một số công trình trọng điểm, đặc biệt là tại đền Karnak và Luxor. Ông cũng có vài công trình chứng thực sự giao thương ở xứ Punt, cũng như việc khai thác mỏ đồng và ngọc lam.

## Bị ám sát

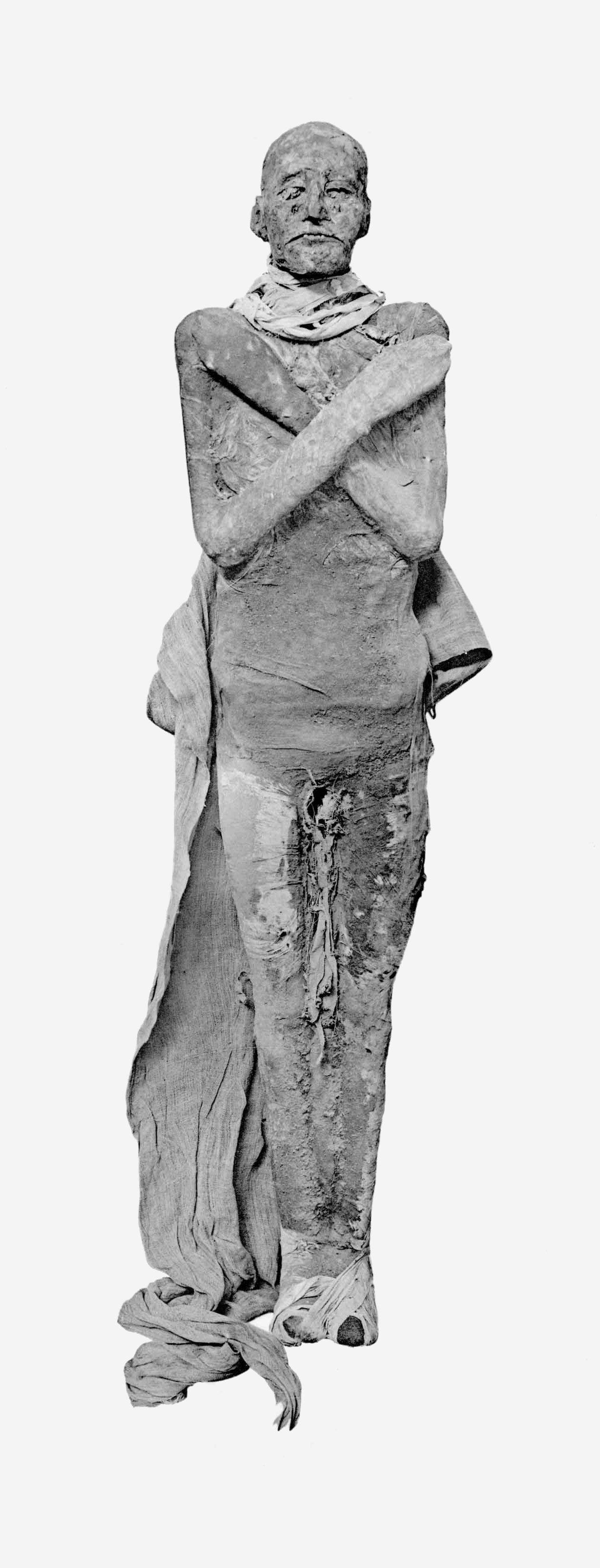
Xác ướp của Ramesses III

Sự kết thúc triều đại của Ramesses III bắt đầu từ một âm mưu trong hậu cung, được ghi chép chi tiết trong Cuộn giấy cói Tư pháp Turin (hiện đang lưu giữ tại Torino, Ý).
Một người vợ thứ của Ramesses III, Tiy, đã sắp đặt một kế hoạch mưu sát nhà vua nhằm đưa con trai mình là Pentawer lên ngôi. Để thực hiện được điều này, thứ phi Tiy đã lôi kéo một nhóm quan lại trong triều đình cũng như những người hầu cận để giúp truyền tin ra ngoài hậu cung. Ngày xảy ra vụ ám sát, Ramesses III có thể đang ở trong hậu cung tại tháp phía tây của Medinet Habu khi vụ ám sát diễn ra, trùng với ngày Lễ hội Thung lũng diễn ra lúc đó. Khu vực này, vì nằm cách xa nơi diễn ra lễ hội, nên việc canh phòng cũng không nghiêm ngặt. Trong lúc hỗn loạn của buổi đầu lễ hội, Penhuiboyen cùng với một vài người khác đã tiến đến ngự cung của nhà vua. Tuy nhiên, những kẻ phản loạn vẫn phải vượt qua lính canh, và để làm được điều này, họ đã sử dụng một văn kiện giả để có thể đột nhập được. Một khi đã vào được bên trong và tiếp cận được nhà vua, đó là lúc vương tử Pentawer phối hợp với bọn họ để thực hiện âm mưu.
Pebekkamen, một tổng quản hậu cung, tòng phạm chính với Tiy, mà bản án Turin ghi rõ:
Tên tội phạm đại hình Paibekkamen, giữ chức Tổng quản hậu cung, bị đưa ra xét xử vì đã cấu kết với Tiy và các phu nhân trong hậu cung. Hắn đã đồng lõa với bọn họ, đã truyền lời của họ tới mẹ và các anh em của bọn họ đang ở bên ngoài, rằng: “Hãy làm kinh động dân chúng! Gieo rắc hận thù để phản lại chủ nhân của các ngươi!”
Tổng cộng, có 28 phạm nhân bị hành quyết, bao gồm một nhóm 6 quan chức triều đình và 1 con trai của một viên quan, 14 nội quan hậu cung, 6 bà vợ của các lính gác hậu cung, 1 đội trưởng cung thủ người Nubia. Vương tử Pentawer và một số quan chức khác thì cho tự sát, số còn lại thì bị xẻo tai và mũi.
Pentawere, đã được ban cho "một danh phận khác", bị đưa ra xét xử vì đã đồng mưu với mẹ mình là Tiy, khi bà ta đã mưu tính cùng các phu nhân trong hậu cung nhằm kích động nổi loạn chống lại đức vua. Hắn bị đưa đến trước đám người hầu để thẩm tra. Họ xét thấy hắn có tội và đã để mặc hắn tại đó. Hắn đã tự kết liễu đời mình.
Điều không rõ là vì sao kế hoạch cuối cùng lại thất bại, dẫn đến việc các kẻ phản loạn bị bắt giữ. Các phần văn bản còn lại không đề cập gì về điều này, đặc biệt, bản án dành cho thứ phi Tiy hoàn toàn không được nhắc đến.

## Xác ướp

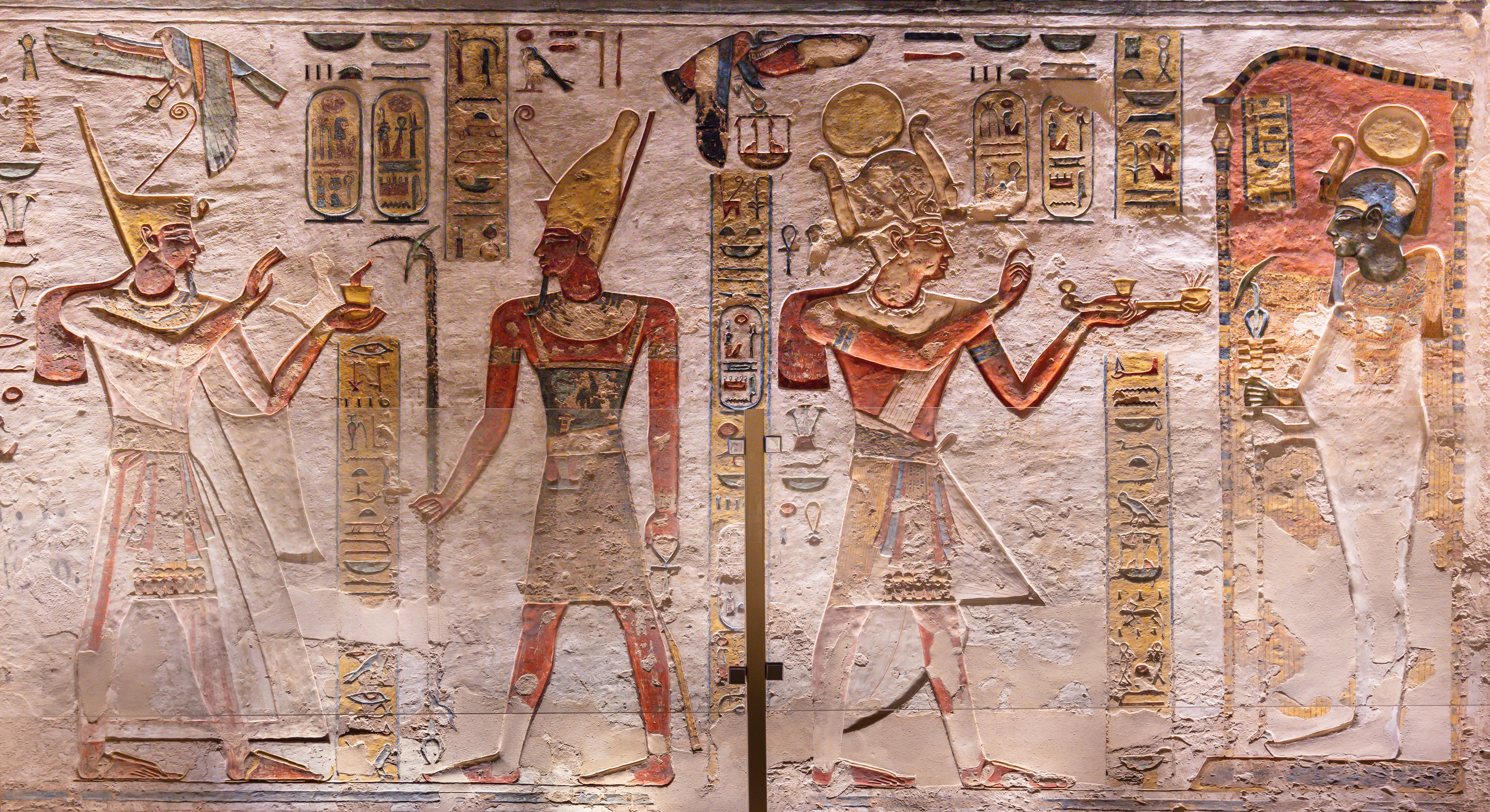
Bích họa trên tường mộ KV11

Người ta từng nghĩ rằng Ramesses III đã sống sót sau cuộc tấn công rồi mới tiến hành điều tra. Điều này là do Cuộn giấy cói Tư pháp Turin được mở đầu bằng dòng chữ sau: Đức vua Usermare-Meriamun, Con trai của Ra: Ramesses, là tên ngai của Ramesses III. Các nhà nghiên cứu cho rằng, Ramesses IV mới là người đã xét xử những kẻ phản nghịch nhưng dưới tên hiệu của cha mình.
Tuy nhiên, chụp cắt lớp vi tính xác ướp của Ramesses III cho thấy có một vết cắt sâu ở cổ họng của ông, cắt đứt cả khí quản và thực quản, giết chết ông gần như ngay lập tức. Trong quá trình ướp xác ông, một lá bùa hộ mệnh hình mắt Horus đã được đưa vào vết thương để chữa lành, và phần cổ được quấn bằng một vòng vải lanh dày. Sau đó, người ta còn phát hiện ra rằng ngón chân cái của Ramesses III đã bị chặt đứt và vẫn chưa lành, cho thấy ông đã bị nhiều kẻ tấn công bằng các loại vũ khí khác nhau tấn công. Những người ướp xác đã tạo ra một ngón chân giả bằng vải lanh cho ông.
Lăng mộ KV11 ban đầu được Setnakhte khởi công, nhưng đã bị bỏ hoang khi vô tình phạm vào lăng mộ KV10 trước đó của Amenmesse. KV11 sau đó được khởi công lại và mở rộng thêm dành cho Ramesses III. Tuy vậy, xác ướp của ông lại được tìm thấy trong hầm mộ TT320, nơi chôn cất của Đại tư tế Amun Pinedjem II, cùng với nhiều vua chúa hậu phi thuộc các vương triều khác.